# Selección femenina de balonmano de Montenegro
La selección femenina de balonmano de Montenegro es la selección de féminas de Montenegro, que representa a su país en las competencias de selecciones.

## Historial

### Juegos Olímpicos
- 2008 - No participó
- 2012 -  Medalla de plata
- 2016 - 11.ª plaza
- 2020 - 6.ª plaza

### Campeonatos del Mundo
- 2007 - No participó
- 2009 - No participó
- 2011 - 10.ª plaza
- 2013 - 11.ª plaza
- 2015 - 8.ª plaza
- 2017 - 6.ª plaza
- 2019 - 5.ª plaza
- 2021 - 22.ª plaza

### Campeonatos de Europa
- 2008 - No participó
- 2010 - 6.ª plaza
- 2012 -  Medalla de oro
- 2014 - 4.ª plaza
- 2016 - 13.ª plaza
- 2018 - 9.ª plaza
- 2020 - 8.ª plaza
- 2022 -  Medalla de bronce

## Plantilla medallista en Juegos Olímpicos
La medalla de plata en los Juegos Olímpicos de Londres 2012 fue la primera, y hasta la fecha (2021), única medalla olímpica del pequeño país balcánico. 
- Londres 2012:

Marina Rajčić, Radmila Miljanić-Petrović, Jovanka Radičević, Ana Đokić, Marija Jovanović, Ana Radović, Anđela Bulatović, Sonja Barjaktarović, Maja Savić, Bojana Popović, Suzana Lazović, Katarina Bulatović, Majda Mehmedović, Milena Knežević. Entrenador: Dragan Adžić